# Bacalar
Bacalar is een plaats in de Mexicaanse deelstaat Quintana Roo. Bacalar heeft 9.833 inwoners (census 2005) en is gelegen in de gemeente Othon P. Blanco
In de precolumbiaanse periode was Bacalar een Mayanederzetting. In 1543 werd de plaats onderworpen door Melchor Pacheco die er een Spaanse nederzetting stichtte. In de praktijk was Bacalar echter het grootste deel van de koloniale periode onbewoond of in handen van Engelse piraten. In 1729 werd door de Spaanse koloniale autoriteiten een fort gebouwd waarna de bevolking begon te groeien. In 1848 werd het tijdens de Kastenoorlog ingenomen door de Mayarebellen, waarvan het het belangrijkste verdedigingswerk werd. Pas in 1902 slaagde het Mexicaanse leger erin Bacalar weer in te nemen.
Tegenwoordig is de belangrijkste bron van inkomsten het toerisme. Bezoekers komen voor de fortificaties en de nabijgelegen Lagune van Bacalar.